# Табретт Бетелл
Табретт Бетелл (англ. Tabrett Bethell; нар. 13 травня 1981) — австралійська кіно, теле- і театральна акторка, відома за роллю Кари у фентезійному телесеріалі Легенда про Шукача. До своєї акторської кар'єри вона працювала моделлю з 16 років та у групі підтримки команди Cronulla-Sutherland Sharks Національної Ліги Регбі (NRL).

## Акторська кар'єра
Після перших років як модель і вболівальниця Бетел вирішила активно продовжувати, діяти та почала навчатися в школі Screenwise, яку завершила після 12 місяців інтенсивної програми в грудні 2007 р. Під час цього навчання вона продовжувала працювати моделлю. 
З 2009 по 2010 рр. Бетелл знялася в телесеріалі Легенда про Шукача, заснованому на серії книг Террі Гудкайнда «Меч істини». Вона зображувала Морд-Сіт на ім'я Кара Мейсон, яка з'явилася в кінці першого сезону та пізніше стала регулярною героїнею в другому. Бетель отримав великий шанувальник після, тому що її зображення Кара Мейсон в Легенда про Шукача. 